# Albertinapassage

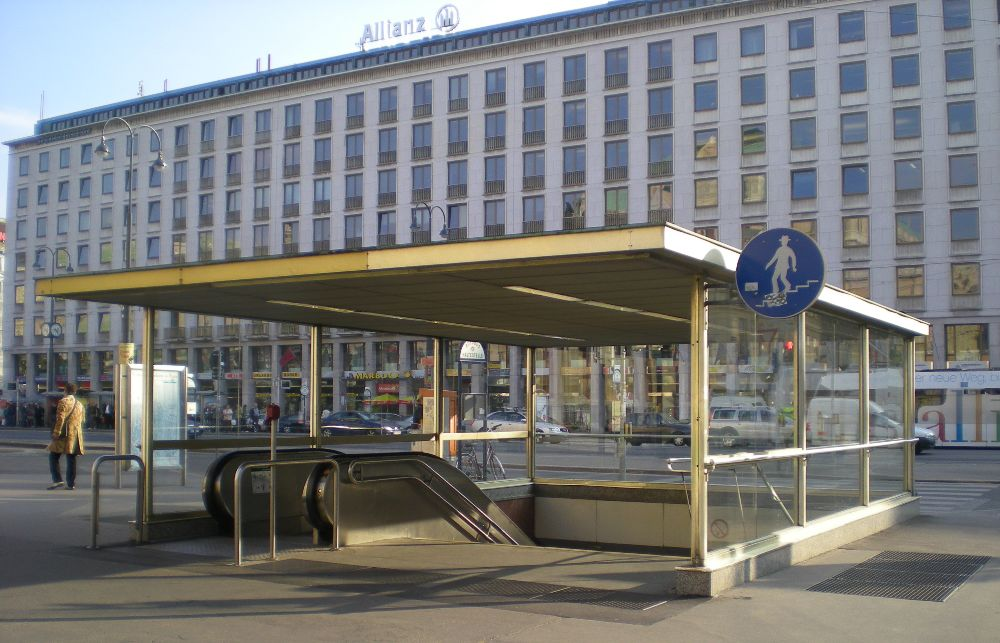
Abgang zur Albertinapassage (2009)

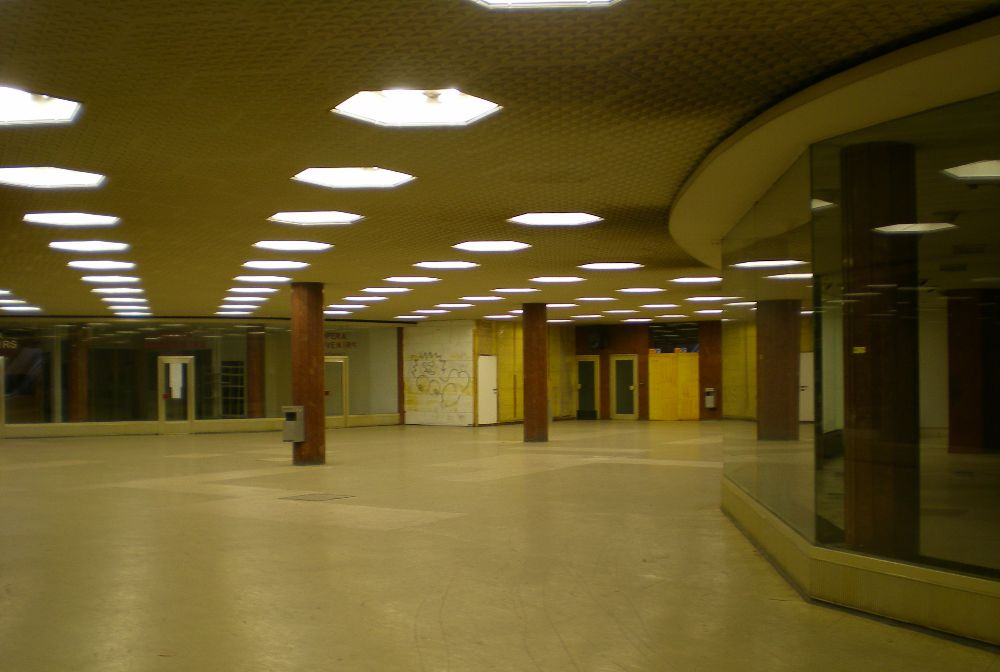
Albertinapassage (2009)

Die Albertinapassage ist eine am 30. Juli 1964 eröffnete und ab 2005 nach und nach stillgelegte unterirdische Fußgängerpassage unter der Kreuzung Opernring/Operngasse in Wien, 1. Bezirk, unmittelbar neben der Staatsoper. Wenige Schritte stadteinwärts durch die Operngasse erreichte man die Grafische Sammlung bzw. das Kunstmuseum Albertina. In der ehemaligen Passage mit rund 1.500 Quadratmeter Nutzfläche befand sich bis August 2019 ein Dinnerclub. Ende Dezember eröffnet in den Räumlichkeiten am Ring ein neuer Club mit den Namen „O – der Klub“.

## Geschichte
Nach der erfolgreichen und populären Opernpassage (1955) errichtete die Stadt Wien in den 1960er Jahren einige weitere innerstädtische Fußgängerunterführungen im Bereich der Wiener Ringstraße, die mit Geschäften und Rolltreppen ausgestattet wurden. Die Albertinapassage befand sich unmittelbar neben der Opernpassage, hatte aber im Gegensatz zu dieser keinen Zugang zum U-Bahn-Knotenpunkt Karlsplatz.
Eröffnet wurde das Bauwerk, das rund 24 Millionen Schilling kostete und von Adolf Hoch gestaltet wurde, 1964 als fünfte Fußgängerunterführung am Ring. Ausschlaggebend für den Bau waren Spitzenwerte von bis zu 6.000 Passanten, die stündlich diese Kreuzung passierten. Die Namensgebung „Albertina-Passage“ erfolgte am 11. April 1963 im Gemeinderatsausschuss für Kultur.
Als Besonderheit verfügte die öffentliche Toilettenanlage in der Albertinapassage über zwei Badekabinen, eine Ausstattung, über die nur ganz wenige Bedürfnisanstalten in Wien verfügten.
Bei Passagen, die nicht an die seit Beginn der 1980er Jahre verkehrende U-Bahn angeschlossen wurden, traten mit der Zeit Probleme auf. Passanten versuchten immer wieder, die Straßen oberirdisch zu überqueren, die Geschäfte klagten über mangelnde Kundenfrequenz. Dies betraf auch die Albertinapassage.
Die Stadtverwaltung entschied sich spätestens 2005, die Passage aufzulassen. Die Rolltreppen wurden sukzessive demontiert, die verglasten Abgangspavillons entfernt, die meisten Abgänge geschlossen. Die Betriebe in der Passage wurden abgesiedelt. Für die Fußgänger wurden wieder niveaugleiche Schutzwege mit Fußgängerampeln und Zebrastreifen angelegt.

## Gegenwart
2009 wurde nach einer neuen Verwendung für die Albertinapassage gesucht. Den Zuschlag bekam Matthias Kamp, der bereits 2003 die Babenbergerpassage zu einer Clubdiskothek umgestalten ließ. Wie dort wurde das Wiener Architekturbüro Söhne & Partner mit der Umgestaltung beauftragt.
Der Umbau der Albertinpassage zu einem „Dinner Club“ wurde im Dezember 2011 abgeschlossen und das Lokal eröffnet.